# Eurytoma spadix
Eurytoma spadix är en stekelart som beskrevs av Bugbee 1945. Eurytoma spadix ingår i släktet Eurytoma och familjen kragglanssteklar. Inga underarter finns listade i Catalogue of Life.